# Nogometna reprezentacija Oksitanaca iz Francuske
Nogometna reprezentacija Oksitanaca iz Francuske predstavlja oksitansku nacionalnu manjinu iz Francuske.
Trenutačni izbornik: 

Osnovana:

## Sudjelovanja na natjecanjima
Sudionici su Europeade, europskog prvenstva nacionalnih manjina koje se održalo u Švicarskoj od 31. svibnja do 7. lipnja 2008.

Na tom prvenstvu, reprezentacija francuskih Oksitanaca je osvojila drugo mjesto u svojoj natjecateljskoj skupini, čime su stekli pravo prolaska u drugi natjecateljski krug. U četvrtzavršnici su ispali iz daljnjeg natjecanja, izgubivši u Trunu od kasnijih prvaka, Južnog Tirola s 0:2.

## Vanjske poveznice i izvori
- (njem.) Europeada Službene stranice Europeade 2008.
- Flickr, Flickr Oksitanci na Europeadi 2012.